# 錦駿苑
錦駿苑（英語：Kam Chun Court，原擬命名為錦俊苑）是香港房屋委員會的居者有其屋計劃屋苑之一。屋苑位於香港新界沙田馬鞍山路大水坑單車公園舊址，鄰近公屋欣安邨及綠置居屋苑錦柏苑。屋苑由房屋署總建築師（五）負責總體設計、劉榮廣伍振民建築師事務所負責詳細設計。
錦駿苑規劃時，樓宇本來高達43層，但受到附近居民反對，樓宇層數因而修改為37至40層。

## 歷史
2013年8月，為解決房屋問題，政府將面積1.85公頃的短期租約土地（包括大水坑單車公園、臨時射箭場及臨時農田耕地）興建6幢樓高39至43層高的大廈，提供約1700個單位。原本計劃於2016年動工，2020年完成。而南部位置曾經預留作「置安心」房屋計劃用地。到2017年2月，政府將兩幅合共約800平方米條狀土地納入發展範圍，令地盤面積增至1.93公頃，單位數目增加至2100個，同時由6幢不規則型的樓宇減為5幢非標準樓宇，並加設商業設施。

## 屋苑資料

### 樓宇
屋苑共設5座，提供2,079個（原訂為2,069個）單位。所有樓宇曾經於2019年6月命名，但後來再次改動，詳情如下：
| 樓宇名稱（座號） | 樓宇類型               | 落成年份 | 樓宇層數 （住宅層數） | 每層伙數 | 每座單位總數（伙） | 建築師                                         | 承建商                                | 提供升降機的廠商                        | 原訂名稱     |
| ---------------- | ---------------------- | -------- | --------------------- | -------- | ------------------ | ---------------------------------------------- | ------------------------------------- | --------------------------------------- | ------------ |
| 駿馳閣（A座）    | 非標準設計大廈 （L型） | 2023年   | 42 （1-40樓）         | 10       | 400                | 房屋署總建築師（5）、 劉榮廣伍振民建築師事務所 | 新福港集團（上蓋）、 中國建築（地基） | 奧的斯 SkyRise （Elevonic 413）（VVVF） | 錦俊苑俊歡閣 |
| 駿騰閣（B座）    | 非標準設計大廈 （L型） | 2023年   | 39 （1-37樓）         | 10       | 370                | 房屋署總建築師（5）、 劉榮廣伍振民建築師事務所 | 新福港集團（上蓋）、 中國建築（地基） | 奧的斯 SkyRise （Elevonic 413）（VVVF） | 錦俊苑俊樂閣 |
| 駿驃閣（C座）    | 非標準設計大廈 （L型） | 2023年   | 42 （1-39樓）         | 11       | 429                | 房屋署總建築師（5）、 劉榮廣伍振民建築師事務所 | 新福港集團（上蓋）、 中國建築（地基） | 奧的斯 SkyRise （Elevonic 413）（VVVF） | 錦俊苑俊欣閣 |
| 駿駒閣（D座）    | 非標準設計大廈 （L型） | 2023年   | 42 （1-40樓）         | 11       | 440                | 房屋署總建築師（5）、 劉榮廣伍振民建築師事務所 | 新福港集團（上蓋）、 中國建築（地基） | 奧的斯 SkyRise （Elevonic 413）（VVVF） | 錦俊苑俊悅閣 |
| 駿驥閣（E座）    | 非標準設計大廈 （L型） | 2023年   | 42 （1-40樓）         | 11       | 440                | 房屋署總建築師（5）、 劉榮廣伍振民建築師事務所 | 新福港集團（上蓋）、 中國建築（地基） | 奧的斯 SkyRise （Elevonic 413）（VVVF） | 錦俊苑俊榮閣 |

錦駿苑於「居屋2020」發售，並於同年12月15日進行攪珠，翌年5月31日開始揀樓；而觀乎單位面積，此屋苑不設可間三房單位。所有樓宇均已於2023年3月27日獲發入伙紙，同年5月起開始安排入伙。
值得一提的是，錦駿苑連同屯門和田邨，獲選為房屋署「加強預製混凝土組件」計劃的先導項目，是繼葵涌邨百葵及合葵樓於2008年落成後，12年來再有房委會項目將預製組件的適用範圍擴大至大廈結構部份。

### 設施
屋苑設兒童遊樂場、籃球場、羽毛球場、園景設施，以及位於駿駒閣及駿驥閣前方的停車場。此外，駿驥閣對出將設有樓高2層的商業大樓（但只設球場及房屋署部門辦公室，不設零售舖位），以及通往錦柏苑及欣安邨的天橋連升降機塔。此外，項目附近的道路網亦將予以改建，工程由政府承擔。

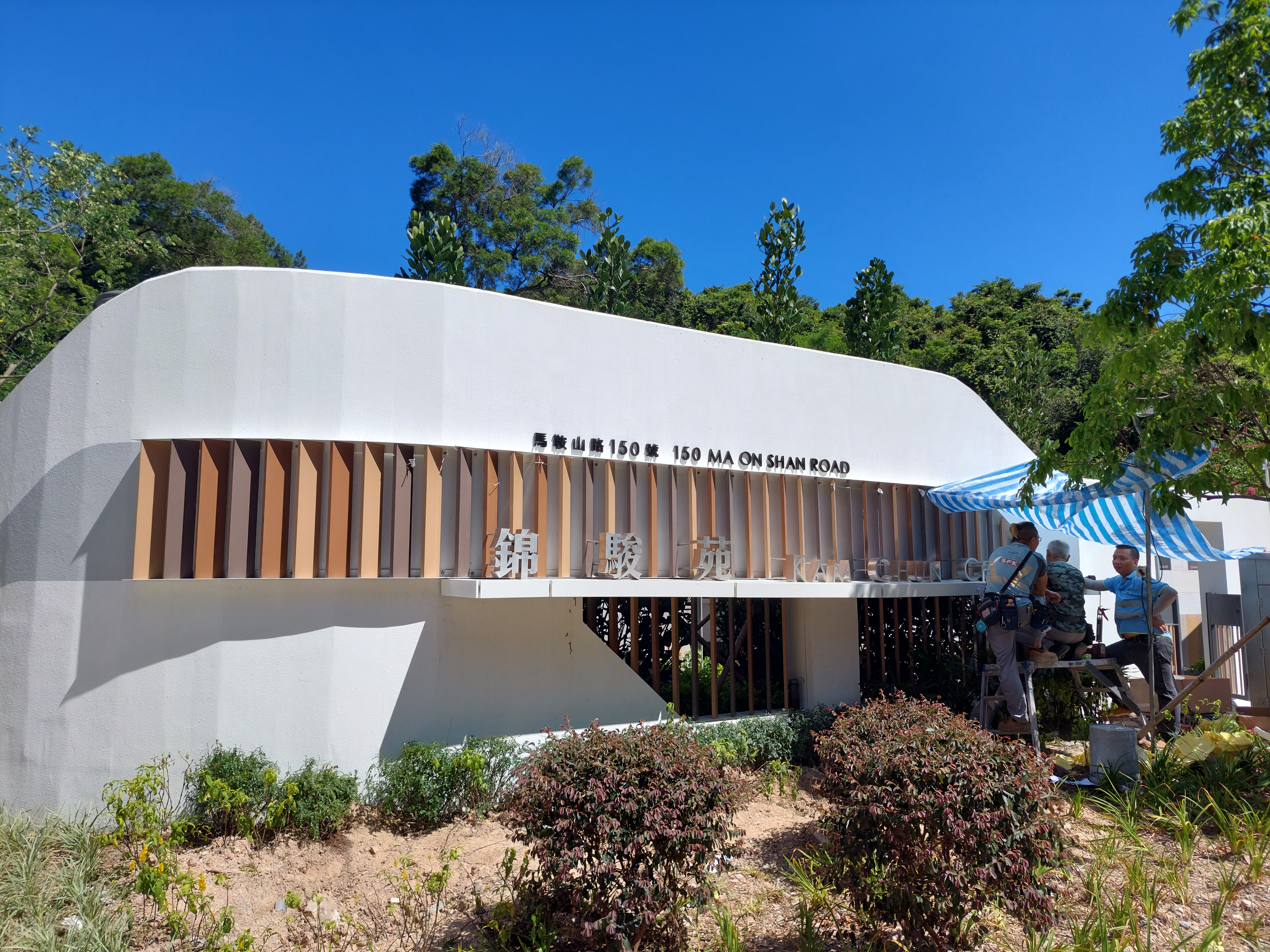
入口門牌
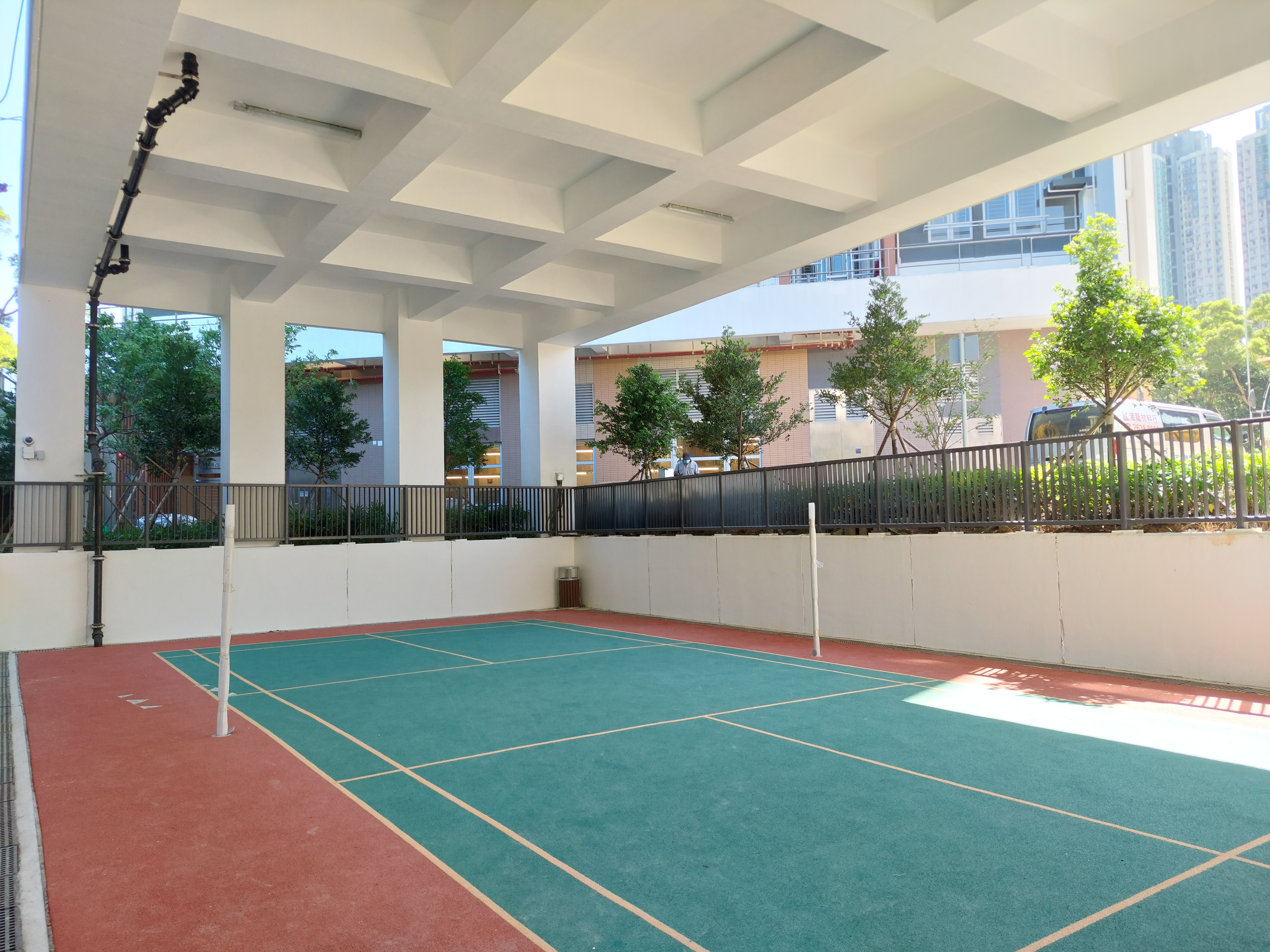
有蓋羽毛球場
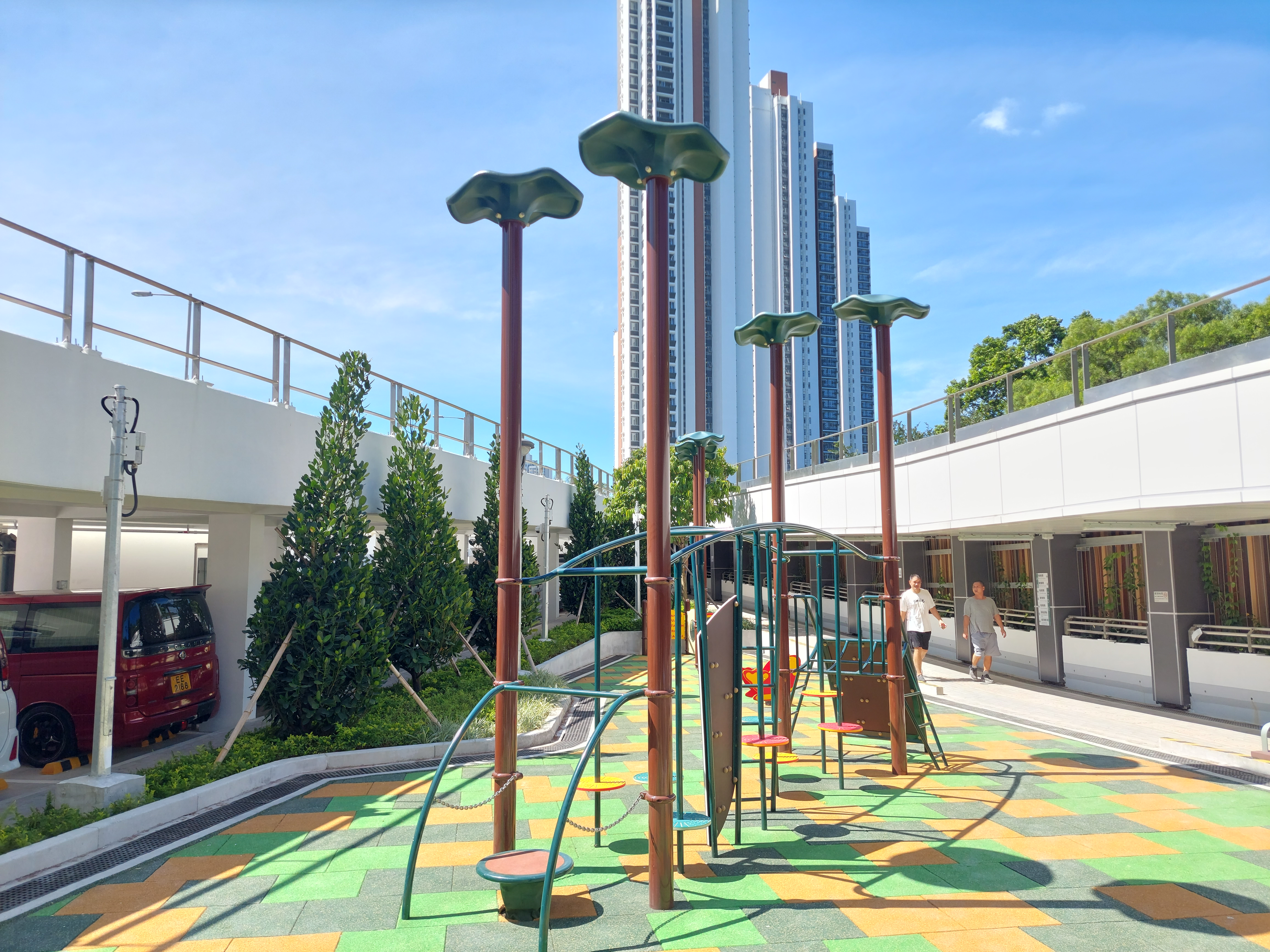
近B座的遊樂場
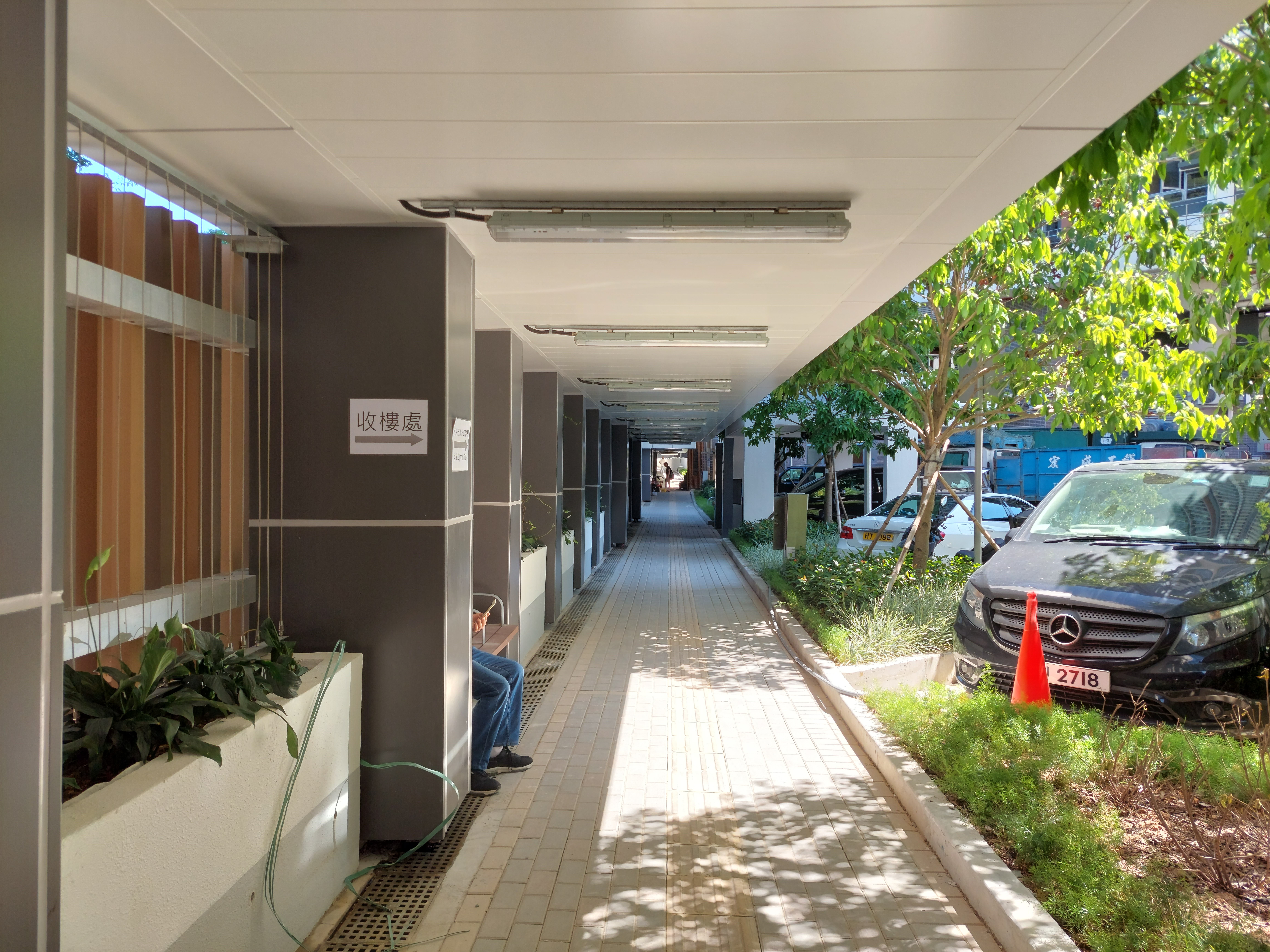
有蓋行人通道
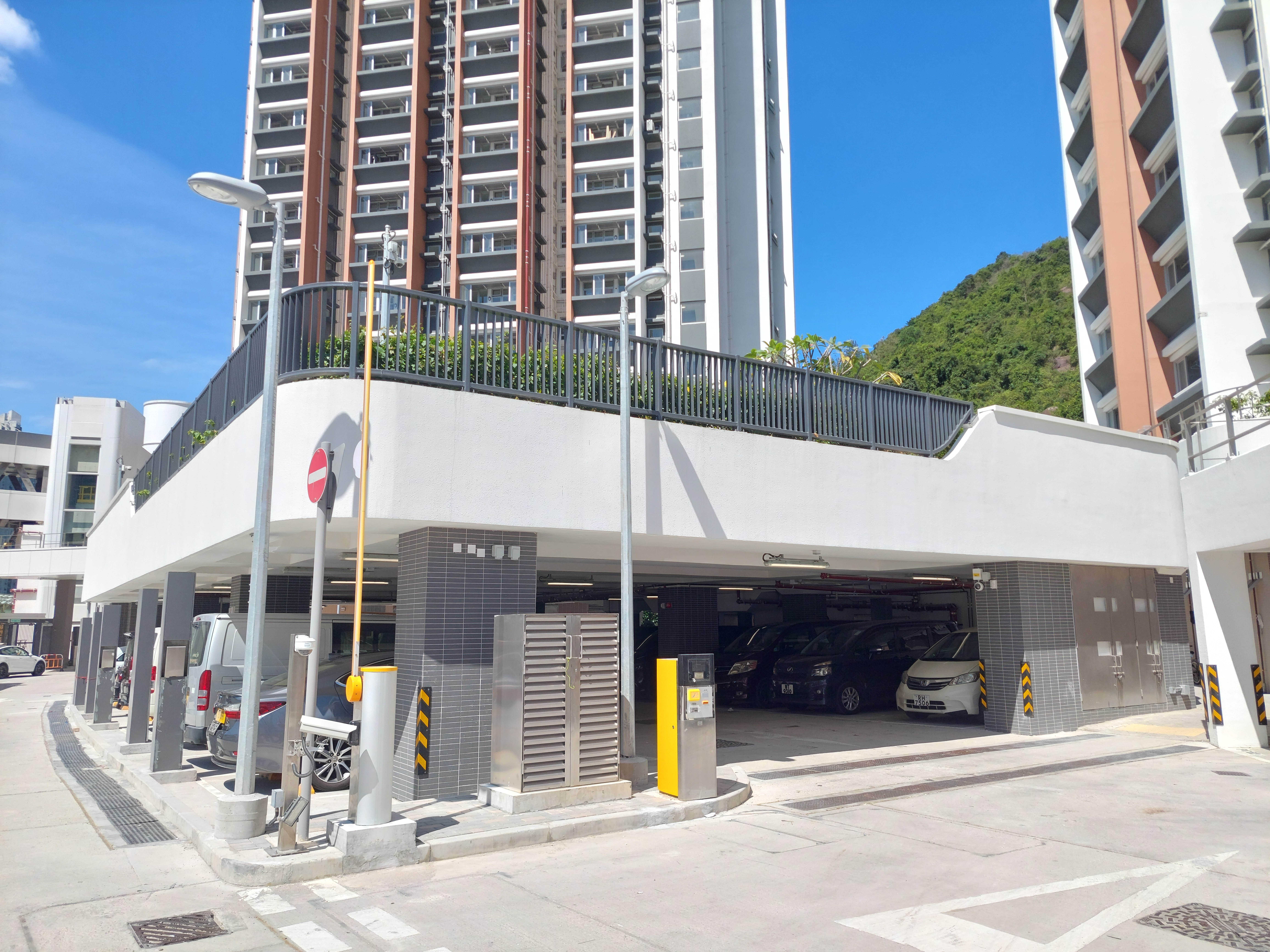
近C座的有蓋停車場
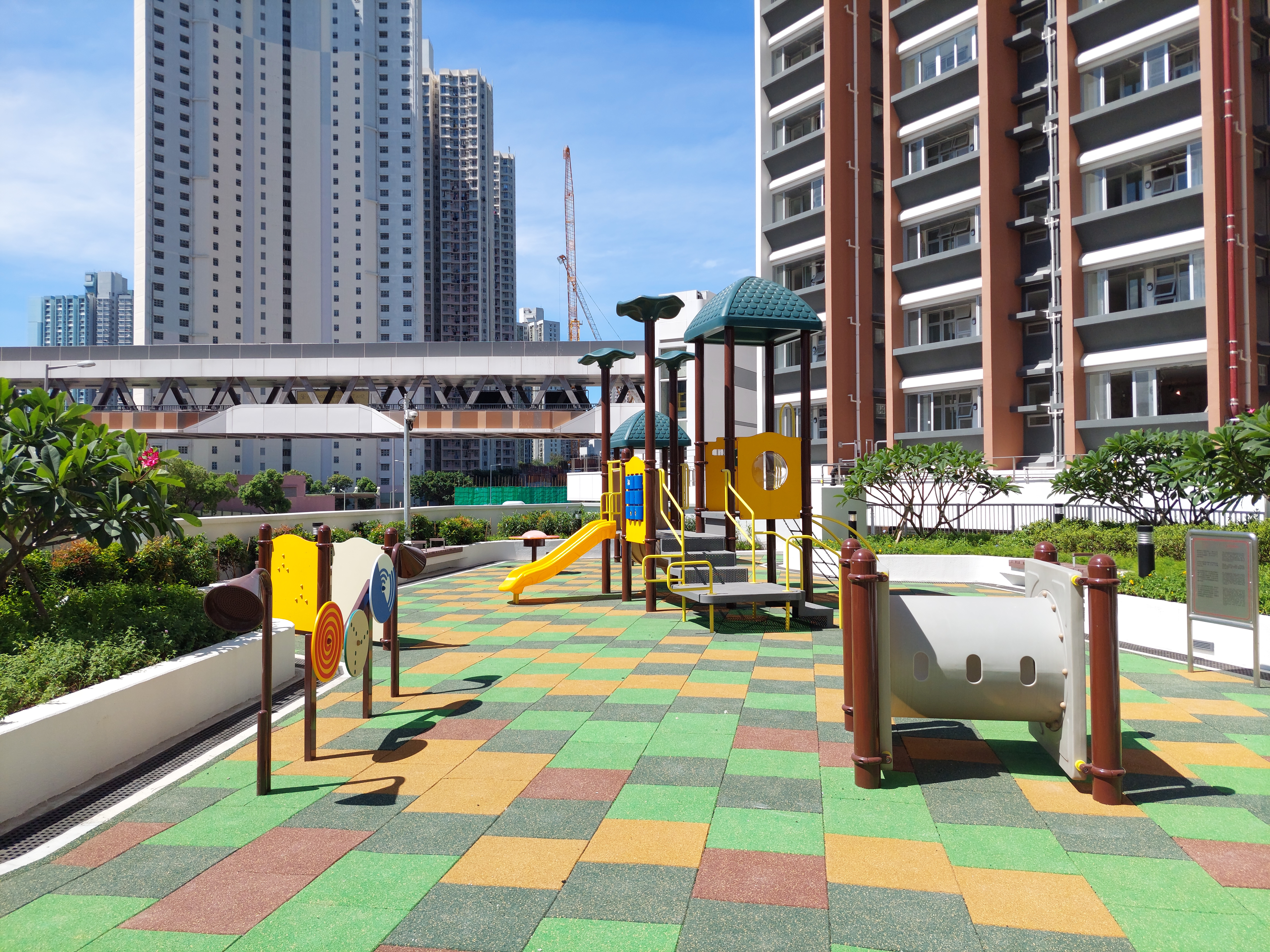
位於停車場上蓋的遊樂場

### 環境評級
錦駿苑獲香港綠色建築議會評定為暫定金級。

## 興建期間圖片集

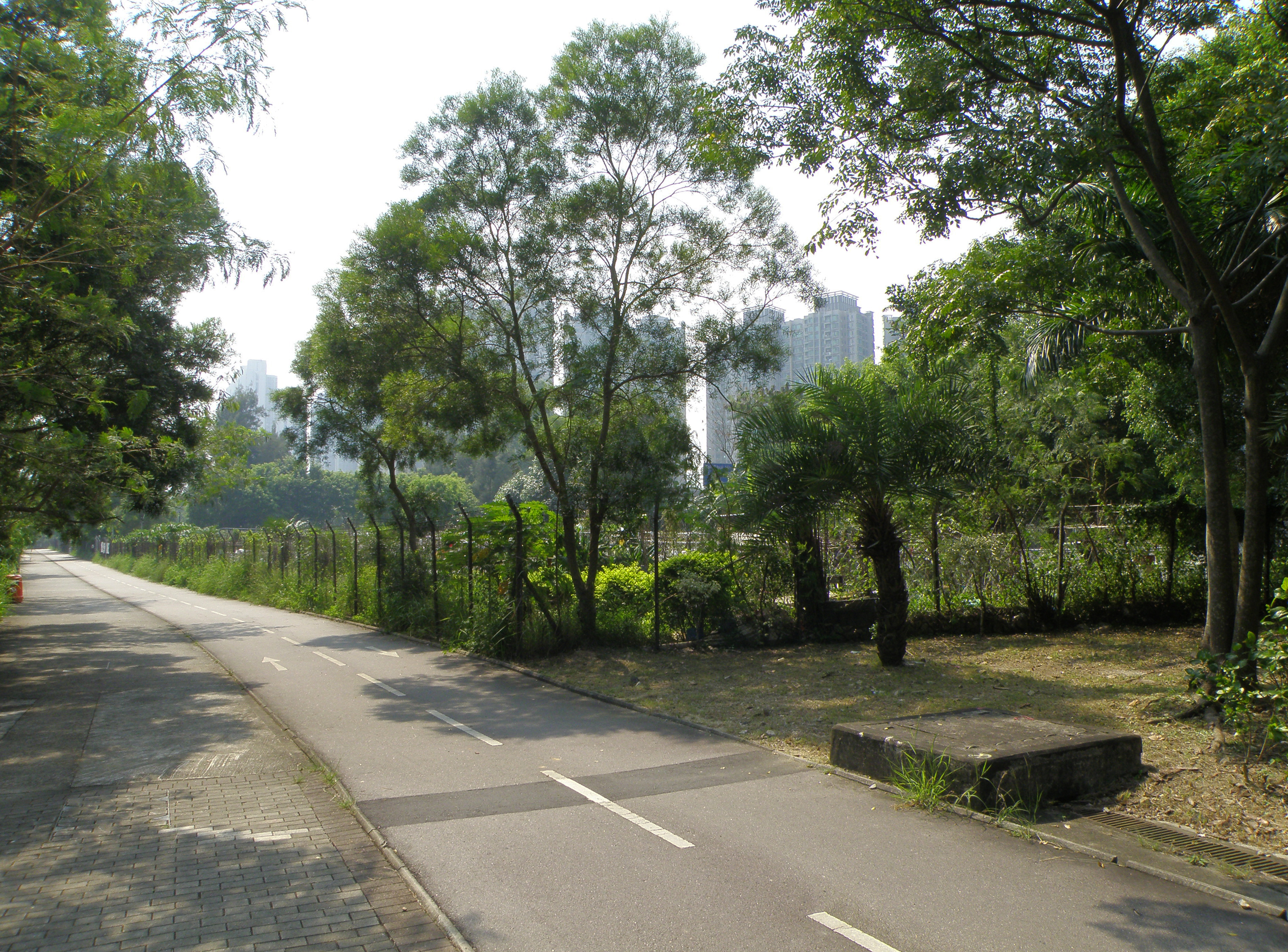
動工前（2015年10月）
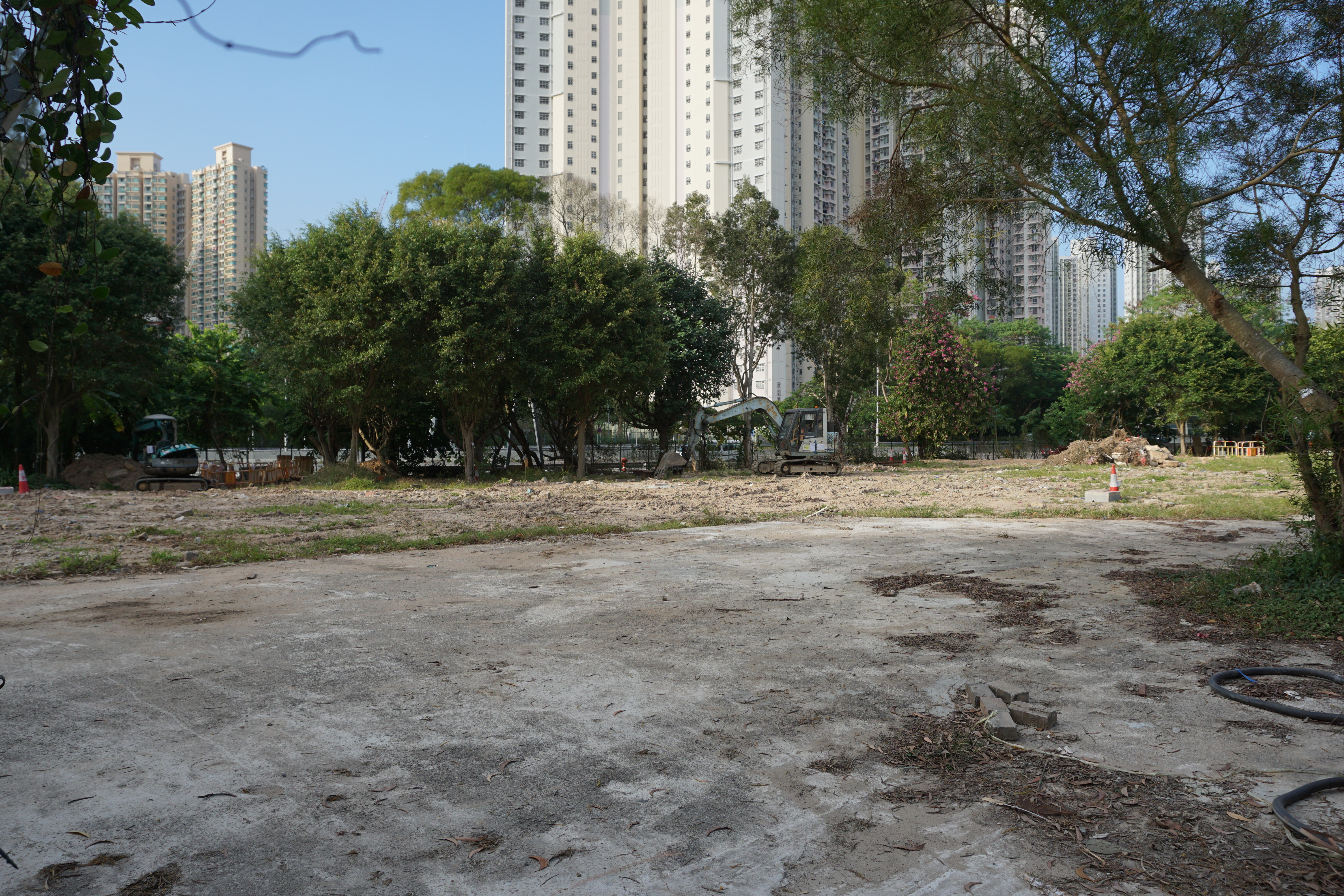
前期工程（2016年12月）
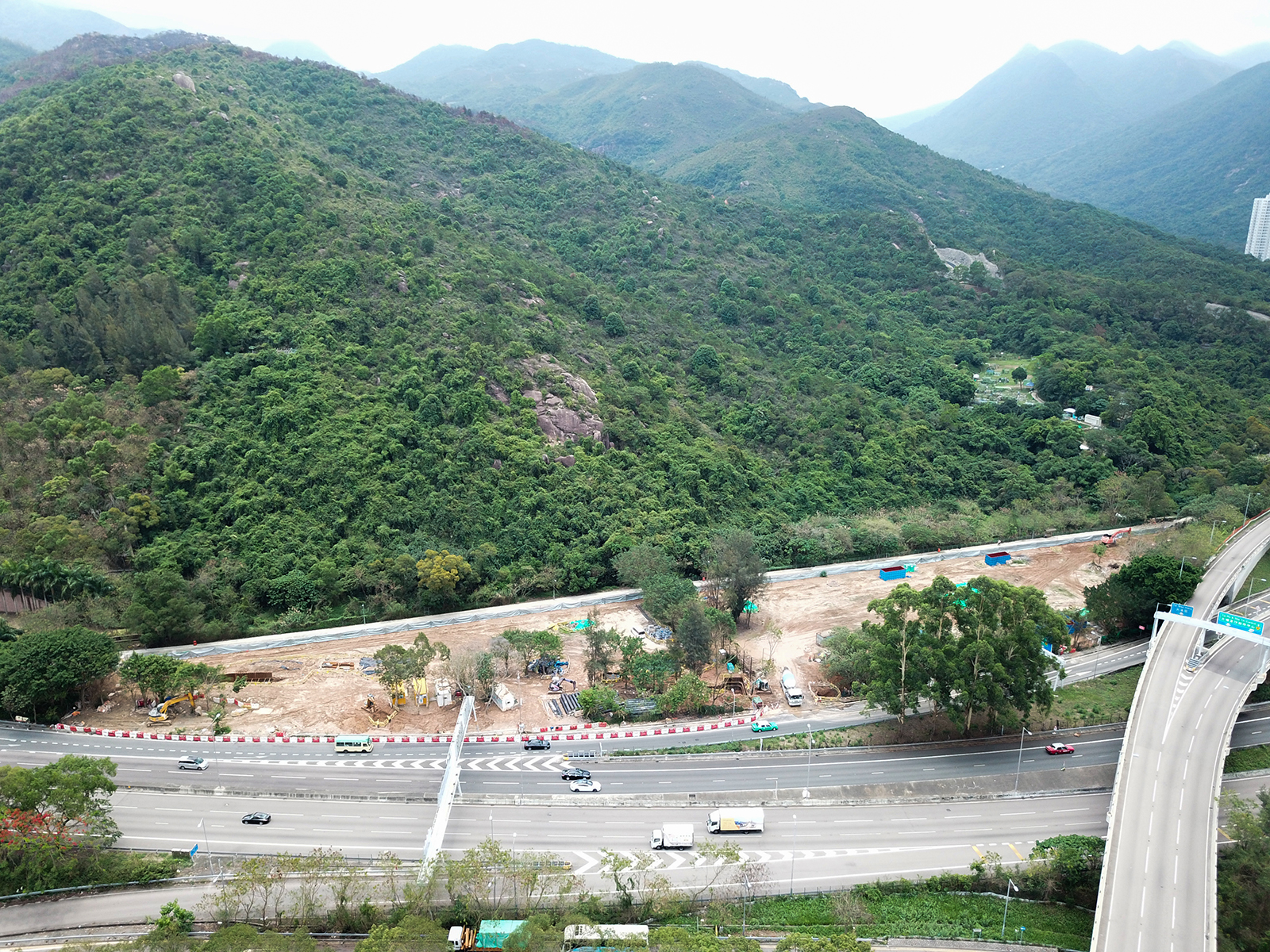
前期工程（2018年5月）
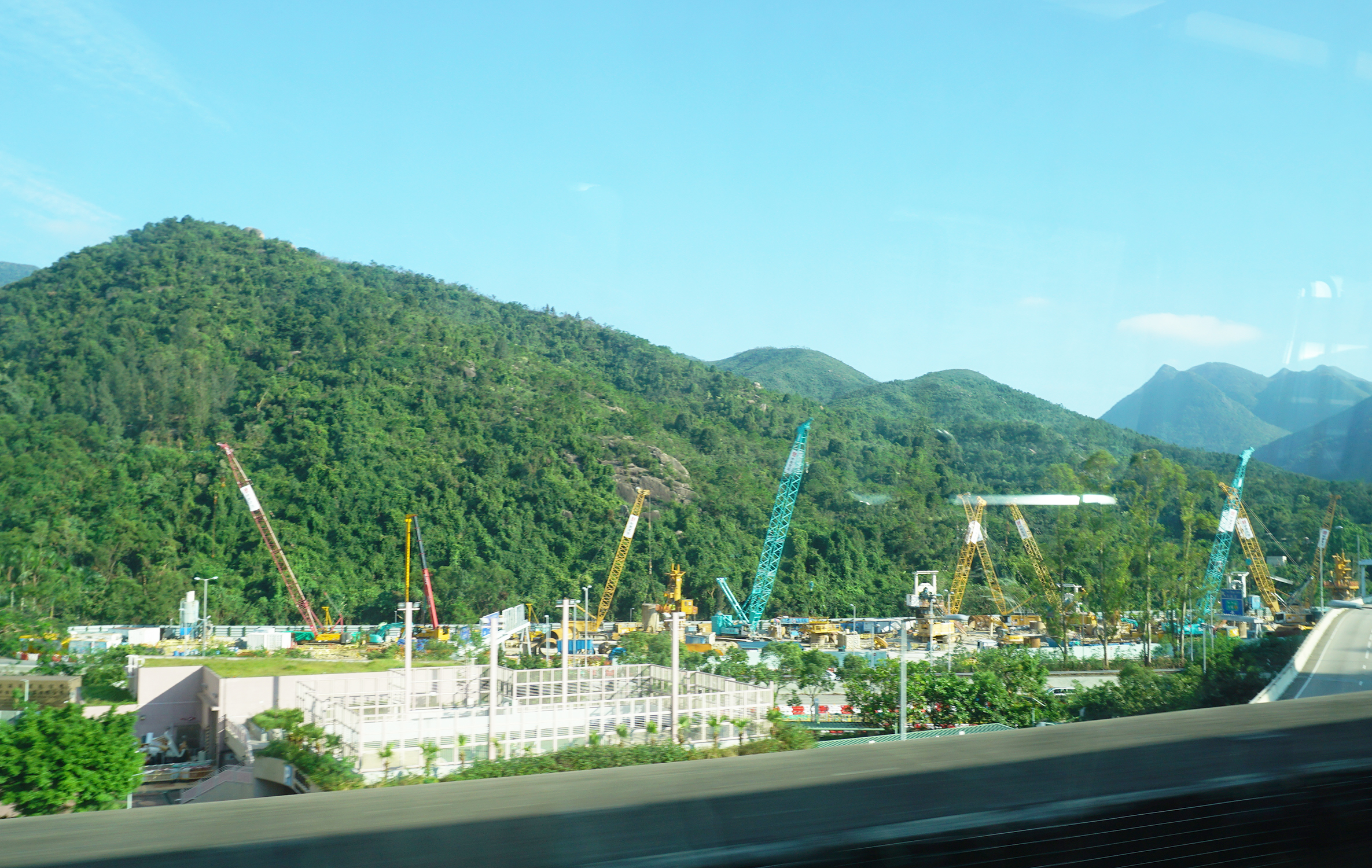
地基工程（2018年10月）
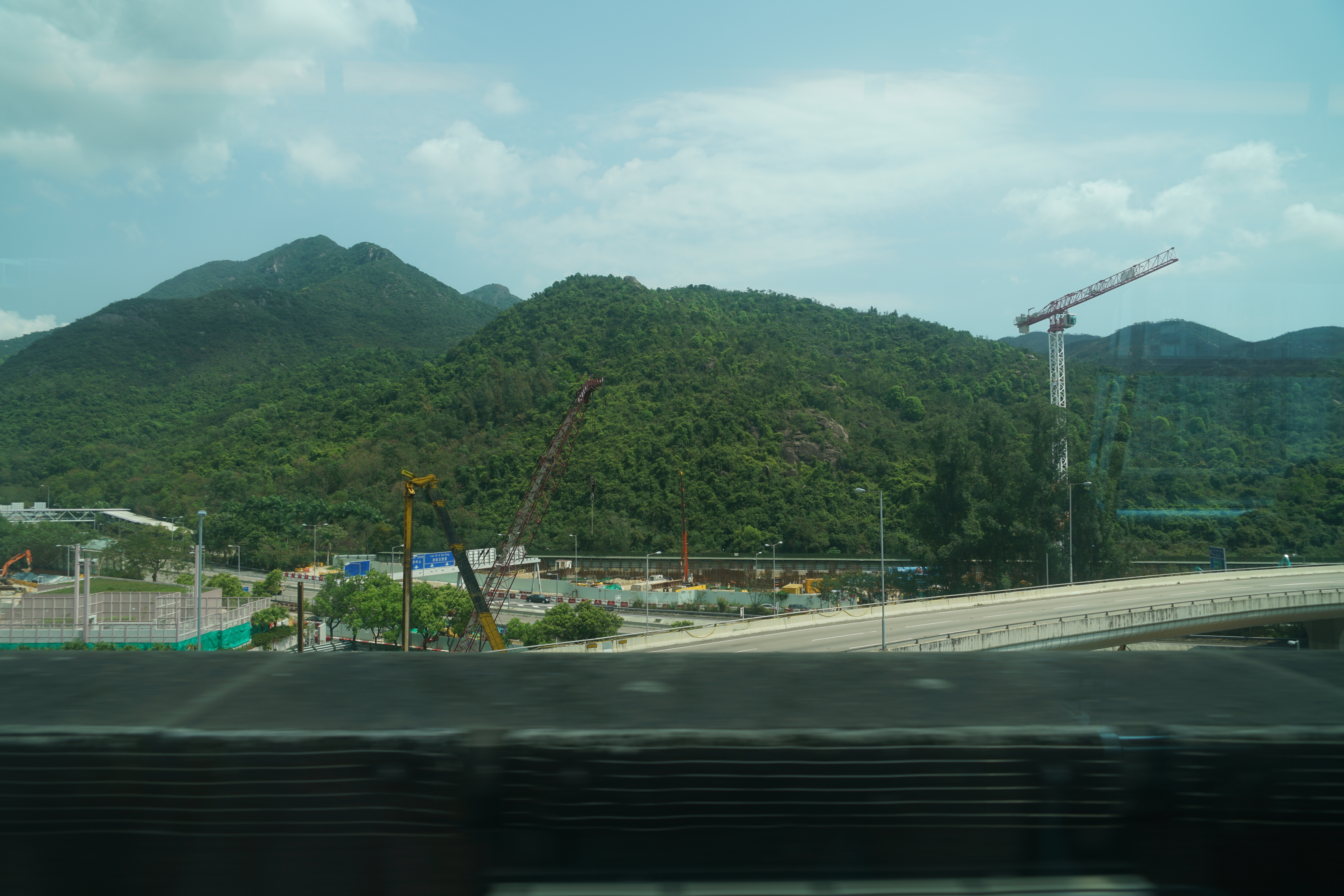
興建中（2020年3月）
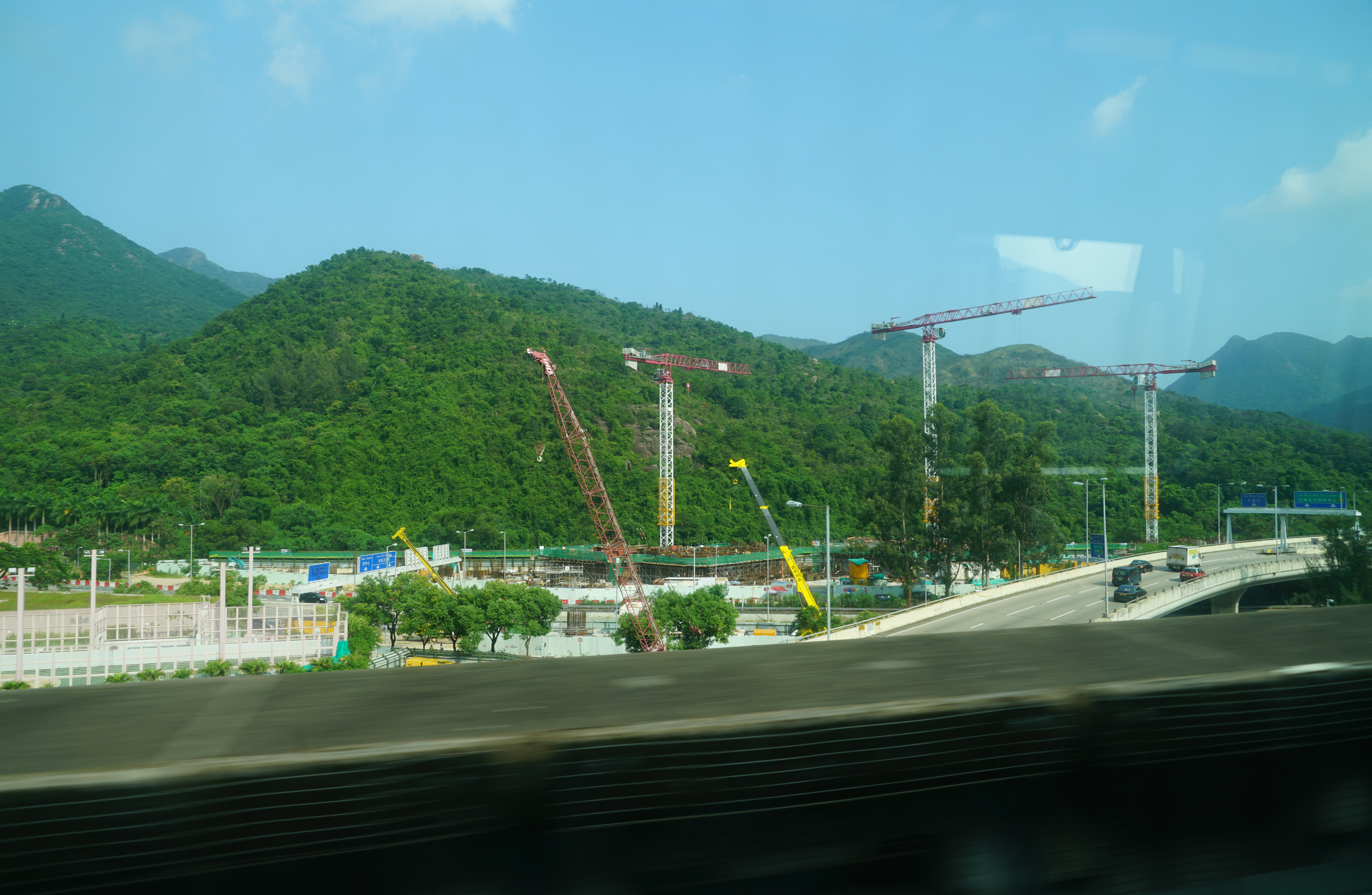
E、D及C座興建中（2020年8月）
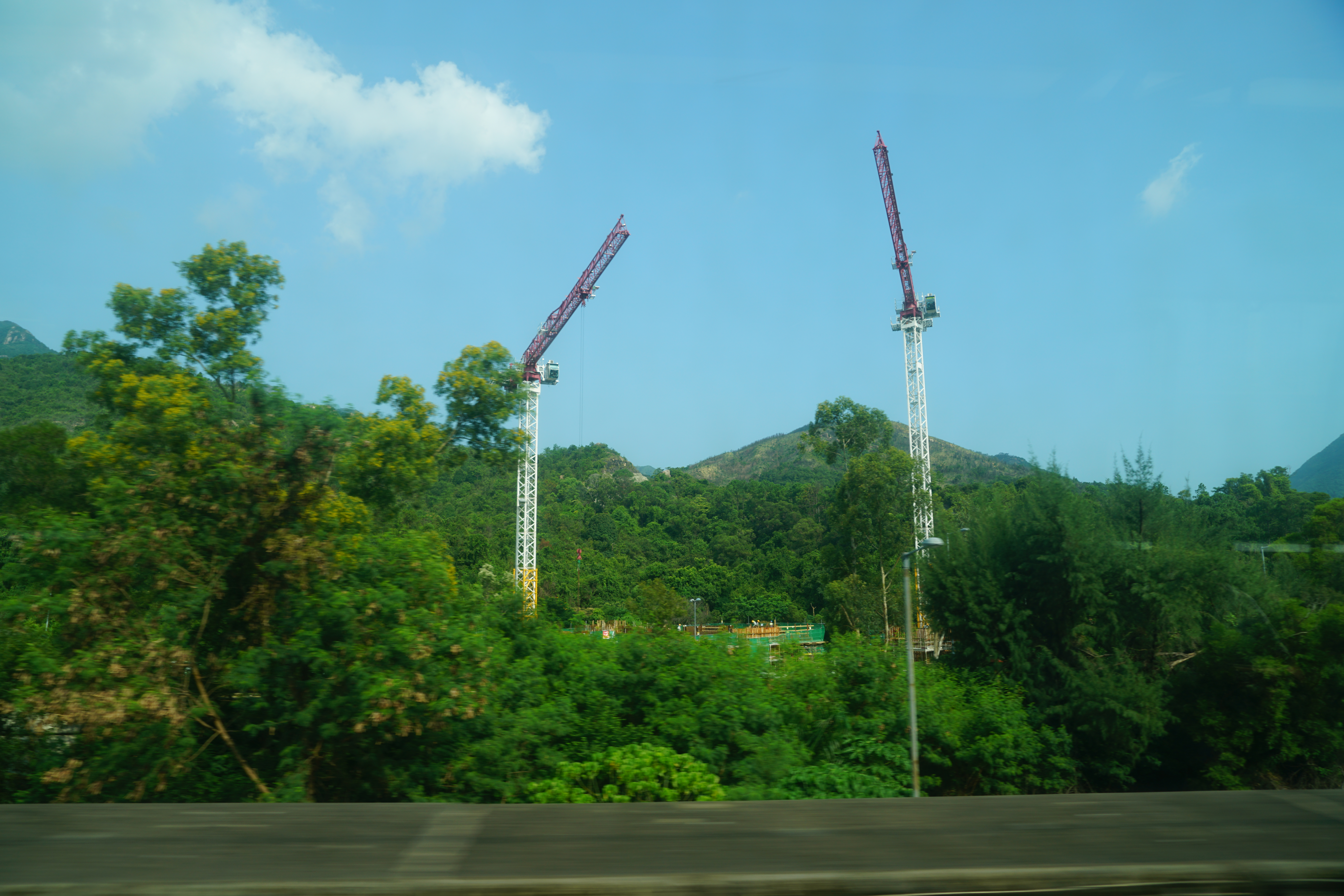
B及A座興建中（2020年8月）
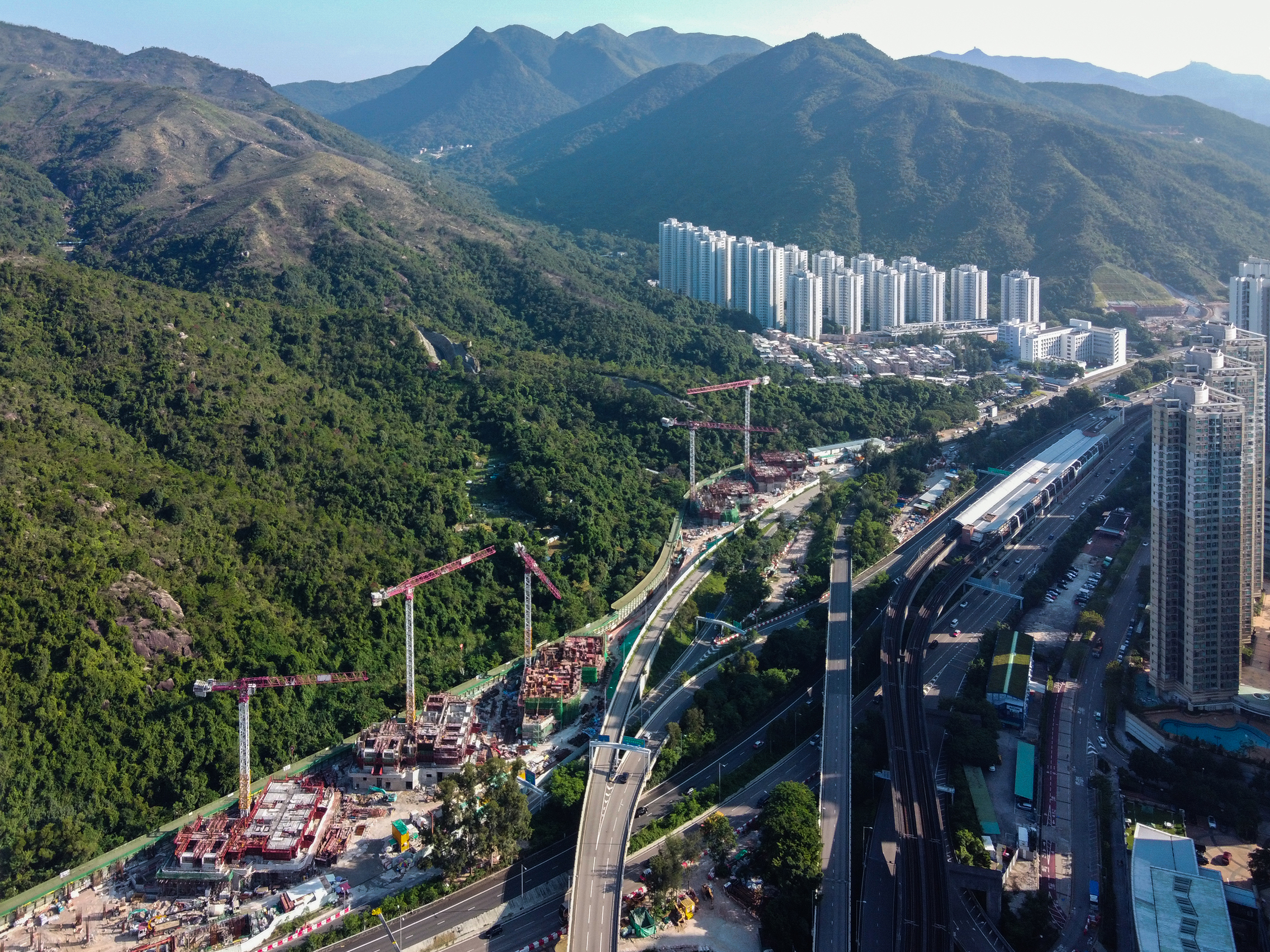
興建中的錦駿苑（2020年10月）
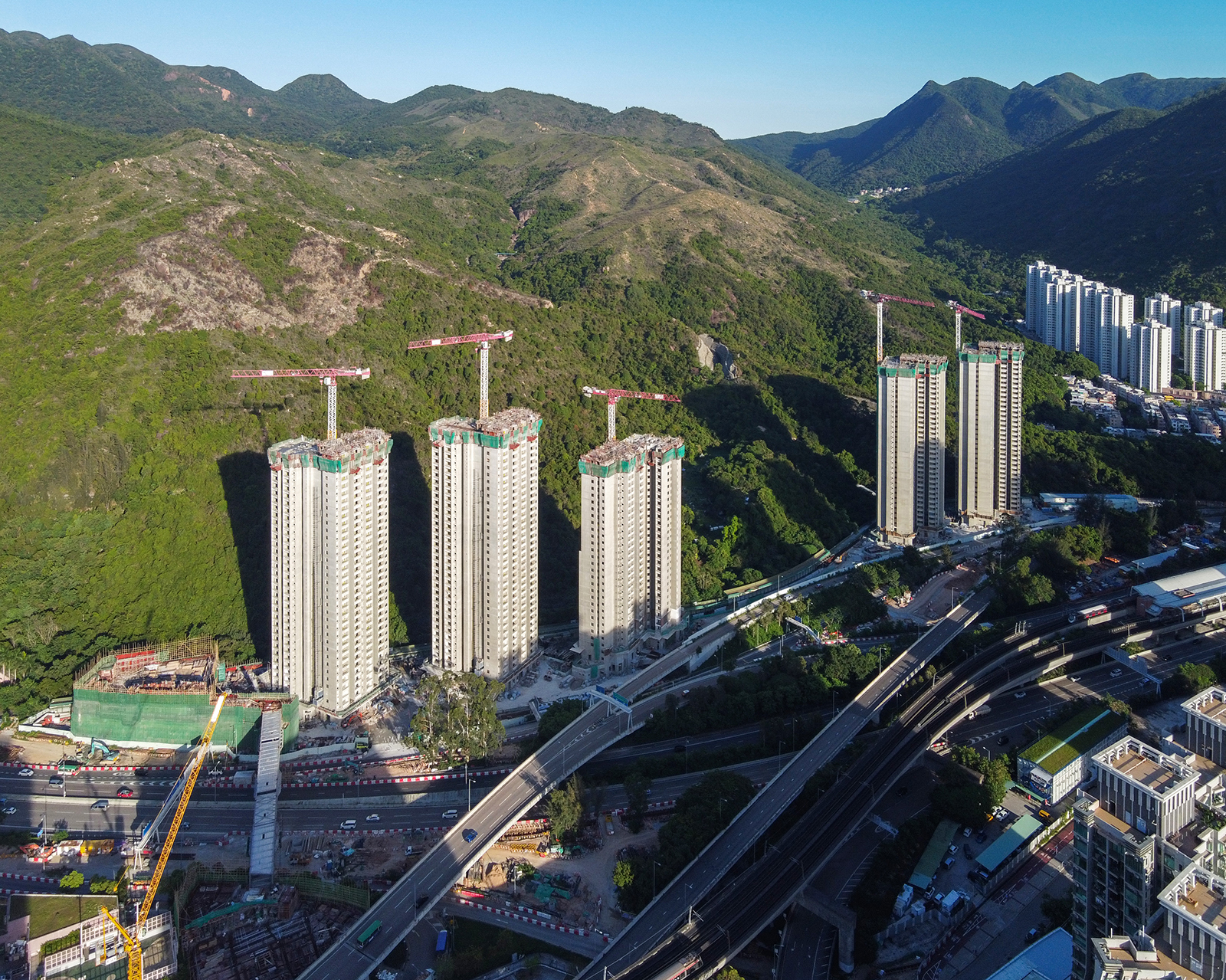
即將封頂（2021年7月）
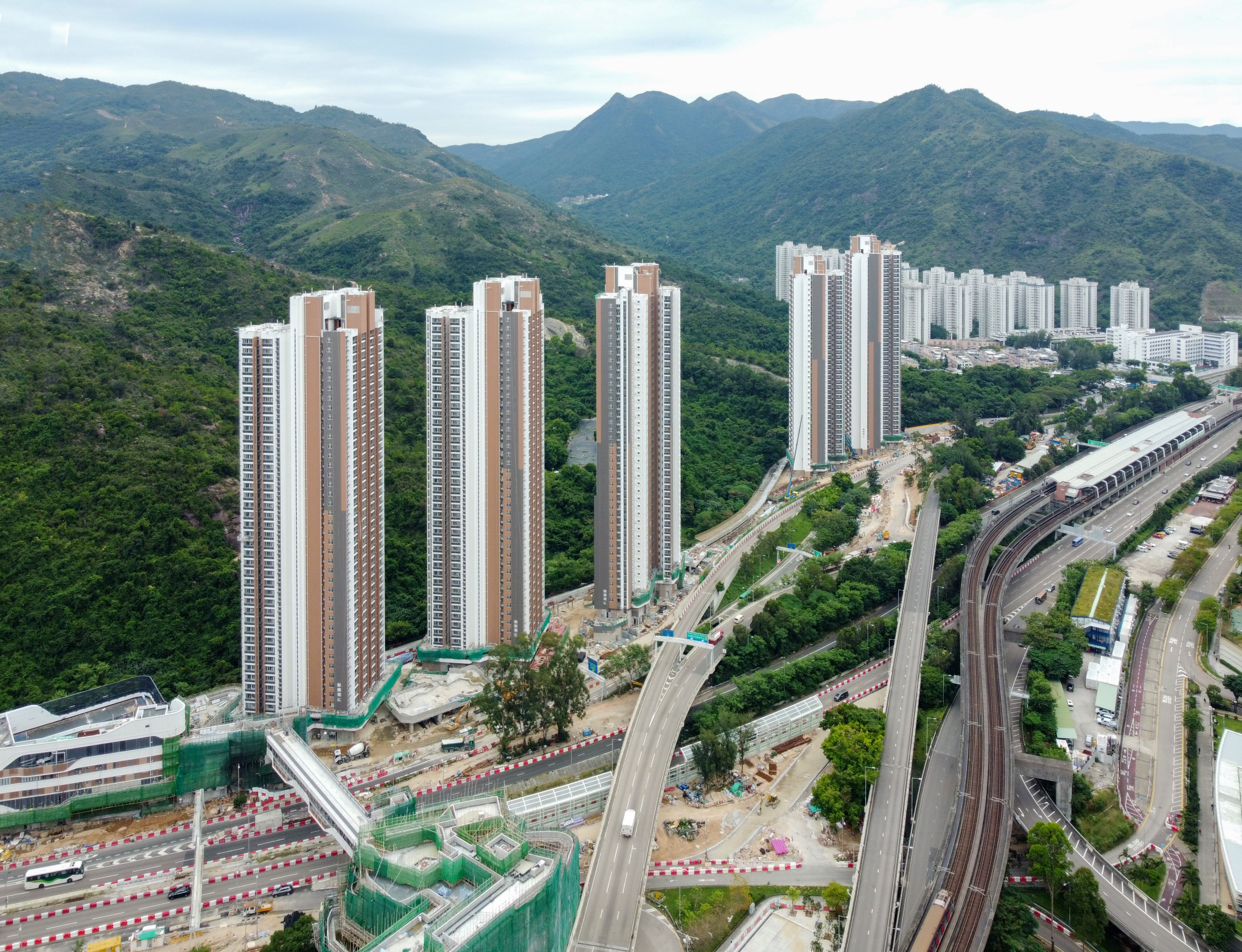
2022年10月

## 附近屋苑
- 富安花園
- 欣安邨
- 錦柏苑
- 恆安邨